# マチゴト
マチゴト（まちごと）は、毎日新聞社が2014年3月末まで発行していた地域密着新聞。紙面のブランド名には、発行エリアを付記して、「マチゴト豊中・池田」と表記している。2014年3月に休刊した。

## 概要
2010年7月29日に毎日新聞社から創刊。発行部数は110,000部(2014年1月現在)。2014年3月に61号の発行をもって休刊。
全国紙（新聞）の地域面でも網羅できない地域の細かい情報を提供し、生活に役立つ媒体として創刊。
記事の収集や、読者とのコミュニティツールとしてfacebookやtwitterを活用した、読者と一緒につくるコンセプトを打ち出していた。

## コンセプト
メインミッションに地域活性化を掲げ、地域でがんばっている人を応援し、ありがとうのリレーをさせるストーリーを描いていた。

## ターゲット
全戸配布の新聞であるため、地域内の住民全体をターゲットとしているが、メインターゲットは地域内に在住する専業主婦と設定していた。

## 編集長に梶川伸
地域のフリーペーパーとの差別化を図るため、元毎日新聞の新聞記者が編集にあたり、現場で取材活動を行っている。
スタートエリアである、豊中・池田版の編集長には、毎日新聞社の論説委員でもあった梶川伸氏が編集長を務める。

## 地域
マチゴト豊中・池田の配布エリアは、大阪市豊中市の北部エリアと池田市の南部エリアで、阪急宝塚線の曽根駅から池田駅の沿線エリア。北大阪急行電鉄沿線の千里中央や江坂は配布エリアではない。また隣接する伊丹市や箕面市も配布エリアには含まれていない。